# بنای یادبود چونگجو
بنای یادبود جونگ وون گوگوریو، کره ای :(충주 고구려비) ستون سنگی یادبودی در چونگجو، استان چونگچئونگ شمالی، کره جنوبی است که قدمت آن به اواخر قرن پنجم میلادی برمی‌گردد. این تنها سنگ یادبود امپراتوری گوگوریو است که در شبه جزیره کره یافت شده است.  این سنگ در سال ۱۸۸۰ میلادی کشف و مورد محافظت قرار گرفت اما این سنگ بعد از دهه‌ها نابود شده و آثار چندانی از آن جز چند خطی باقی نمانده است. این بنا در ۱۸ مارس ۱۹۸۱ به عنوان گنجینه ملی شماره ۲۰۵ جمهوری کره ثبت شد.
مشهور ترین جملاتی که از این بنا با وجود تخریب های گذشته وجود دارد، این است که امپراتور جانگسو بارها سلسله هایی مانند شیلا را با جملاتش مورد تحقیر قرار داده است. از نمونه های این جملات می‌توان به نوشته: ای بربر های جنوب شرقی(شیلا) برای نجات، بکجه دیر رسیدید. اشاره کرد.

## تاریخ کشف
ستون یادبود چونگجو گوگوریو در ۸ آوریل ۱۹۷۹ توسط تیم تحقیقات دانشگاهی موزه دانشگاه دانکوک حفاری و بررسی شد و مشخص شد که یک بنای سنگی از دوره گوگوریو است. این تنها بنای سنگی باقی مانده از گوگوریو در کره است و اعتقاد بر این است که بنایی است که توسط پادشاه جانگسو پس از فتح و توسعه چندین قلعه در حوضه رودخانه نامهانگانگ ساخته شده است. این بنا در سال ۱۹۷۹ در ورودی روستای ایپسئوک کشف شد، اما سطح ستون به دلیل گذشت سال‌های متمادی به شدت فرسوده شده بود. نظریه‌های مختلفی در مورد دوره ستون یادبود چونگجو گوگوریو وجود دارد که از اوایل قرن پنجم در زمان سلطنت پادشاه گوانگ‌گه‌تو تا قرن ششم در زمان سلطنت پادشاه پیونگ وون متغیر است، اما نظریه غالب این است که در اواخر قرن پنجم در زمان سلطنت پادشاه جانگسو ساخته شده است.
حتی در سال ۱۹۷۹، زمانی که این ستون سنگی کشف شد، آنقدر فرسوده شده بود که بسیاری از حروف آن ناخوانا بودند. شکل آن شبیه یک ستون سنگی صاف است و از سنگ طبیعی به عنوان ستون سنگی استفاده شده است. در هر چهار طرف این ستون گرانیتی، ۵۲۸ کاراکتر با خط معمولی و ۲۳ کاراکتر در هر خط حکاکی شده است. اگرچه محتوای کتیبه به دلیل فرسودگی شدید قابل خواندن نیست، اما عبارت «شیلا برادر کوچک‌تر» نشان می‌دهد که نیروهای گوگوریو هنگام ساخت ستون سنگی چونگجو گوگوریو در شیلا مستقر بوده‌اند و گوگوریو بر شیلا نفوذ داشته است.

## نگهداری
پس از اینکه در مارس ۱۹۸۱ به عنوان گنجینه ملی تعیین شد، در اوت همان سال یک غرفه محافظ در جونگون-گان ساخته شد و به عنوان بخشی از پروژه نوسازی نام میراث فرهنگی اداره میراث فرهنگی در دسامبر ۲۰۱۰، نام ستون یادبود جونگون گوگوریو به ستون یادبود چونگجو گوگوریو تغییر یافت. اگرچه یک غرفه محافظ برای حفظ ستون یادبود وجود داشت، اما همچنان در معرض محیط خارجی بود و در ژوئیه ۲۰۱۲، سالن نمایشگاه ستون یادبود چونگجو گوگوریو ساخته و افتتاح شد و ستون یادبود چونگجو گوگوریو در داخل سالن نمایشگاه حفظ شد و اکنون می‌توان آن را در داخل سالن مشاهده کرد.

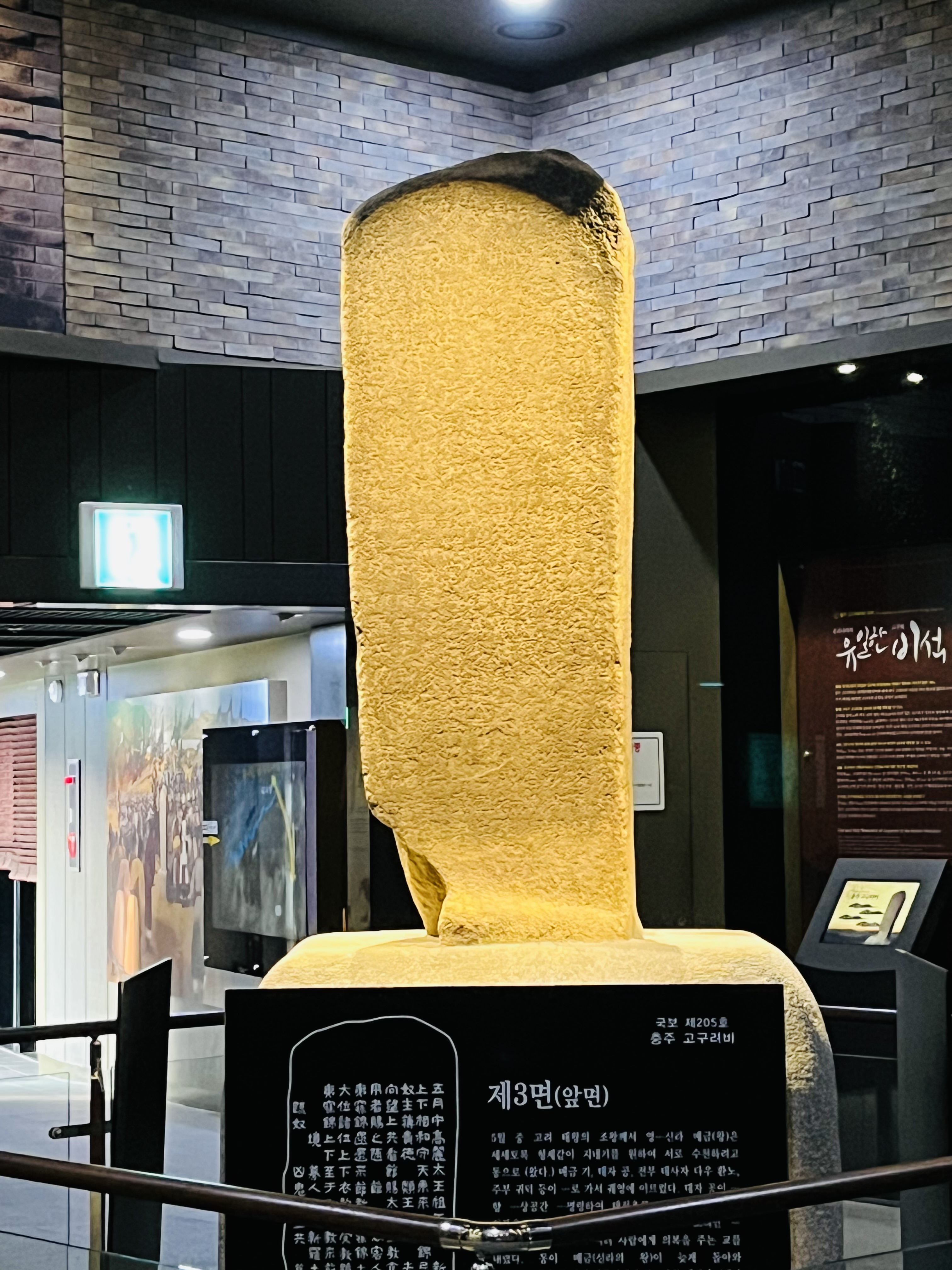
نگهداری یادبود جونگ‌وون گوگوریو ، چونگجو کره جنوبی

## نوشته‌های سنگ
□□□□□□□□□□□□□□□□□□□□□□
□□□□□□□□□□□□□□□□□□□□□□□□□□□□□□□□□□□□□□□□□□□□□□□□□□□□□□□□□□□□□□□□□□□□□□□□□□□□□□□□□
□□□□□□□□□□□□□□□□عمومی□□□□衆殘
□□□□□□□□□不□□使□□□壬子□□伐
□□□□□□□□□□□□□□□□□□□□□□□

□□□□□□□□□□□□□□
در ماه مه، پادشاه ته‌وانگ از گوریو، سانگ‌وانگ‌گونگ و… مائگوم از شیلا آرزو کردند که تا ابد مانند برادران زندگی کنند و با یکدیگر هماهنگ باشند و از راه بهشت محافظت کنند، بنابراین به شرق آمدند. مائگوم گی [۷]، ولیعهد گونگ، سفیر اداره سابق، دا-هه هوان-نو، دبیرکل، دو-دئوک و دیگران… … به گوی‌یونگ رفتند. ولیعهد گونگ… … سانگ… … به سانگ‌گونگکان دستور داد تا تاجیکچو را اعطا کنند… … او لباس‌های مائگوم (寐錦) را داد و به افراد مسئول تأسیسات، خدمتکاران و مهمانان دستورالعمل‌هایی داد و به مناصب مختلف دستورالعمل‌هایی داد و دستور داد تا به بسیاری از مردم لباس بدهند. دونگی مائگوم

او دیر بازگشت و فرمان قطع قدرت را برای مردم مائگوم (تحت حکومت لی) صادر کرد. (شاهزاده گونگ) لباس‌ها و آموزه‌هایی را از گوی‌یونگ به مقامات عالی‌رتبه و پایین‌رتبه و مقامات امپراتوری در گوگوریو ابلاغ کرد. در ۲۳ دسامبر، گاپین، مردم دونگی مائگوم، برای ابلاغ آموزه‌ها به اوبالسئونگ آمدند. سفیران دا هیه‌وانو و دودوک از لشکر مقدم، ۳۰۰ مرد را در نزدیکی مرز جمع کردند. گویدو، فرستاده شیلا از لشکر پایین‌تر تونائدانگجو، و گائرو، افراد مختلفی را در قلمرو شیلا جمع و منتقل کردند.
- متن اصلی :五月中兄如弟上下相和در نتیجه متوجه شدم که معلم و دانشجوی دانشگاه چین هستم. □去□□到至跪營□太子共□尙□حمل و نقل منطقه بالا □太翟🨛□غذا□□賜寐مدیریت پوشاک و لباس برای افرادی که از لباس و پوشاک استفاده می‌کنند. مطالعه دانشگاه توکیو در مورد مطالعه آموزش و پرورش در منطقه. کره拔位使者補奴□□奴□□□□盖盧共□募人新羅土內衆人拜جنبش□□

سال سین یو (辛酉年) …… ده …… سرزمین پادشاه بزرگ (太王國土) …… (کل خط فرسوده شده است) وجود دارد…… شما…… قلمرو دونگ-ای مائ-گئوم…… نیش……… هوان□沙▲ 斯 وجود دارد…… (古鄒加) گونگ (共) به Ubalseong (于伐城) رسید. … … نگهبان قلعه گومورو (古牟婁城守事) هابو (下部) Dae-Hang (大兄) Ya□ (耶□)
- متن اصلی :□□□中□□□□Seongbu□□村舍□□□□□□□沙□□□□□□□□□班功□□□□□□□□節فرد□□ □□□□□□□辛酉年□□□十□□□□□太王國土□□□□□□□□□□□□□□□□□□□□□□□□□□□ □□□□□□□□□上有□□酉□□□□東夷寐錦土□□□□□□方□擡沙□斯色□□Old🨛加共共軍至于伐城□□□古牟婁城守事下大兄耶□… … 中… … بدون قلعه… … 村舍… … 沙… … فعالیت…… 節人……